# Rosalpatti
Rosalpatti là một thị xã panchayat của quận Virudhunagar thuộc bang Tamil Nadu, Ấn Độ.

## Nhân khẩu
Theo điều tra dân số năm 2001 của Ấn Độ, Rosalpatti có dân số 19.155 người. Phái nam chiếm 51% tổng số dân và phái nữ chiếm 49%. Rosalpatti có tỷ lệ 72% biết đọc biết viết, cao hơn tỷ lệ trung bình toàn quốc là 59,5%: tỷ lệ cho phái nam là 79%, và tỷ lệ cho phái nữ là 64%. Tại Rosalpatti, 12% dân số nhỏ hơn 6 tuổi.